# São Frutuoso (przystanek kolejowy)
São Frutuoso (port: Apeadeiro de São Frutuoso) – przystanek kolejowy w Maia, w dystrykcie Porto, w Portugalii. Znajduje się na Linha do Minho. Jest obsługiwany wyłącznie przez pociągi CP Urbanos do Porto. 

## Historia
Przystanek znajduje się na odcinku Linha do Minho między Campanhã i Nine, która weszła do służby wraz z Ramal de Braga 21 maja 1875 r.

## Linie kolejowe
- Linha do Minho